# Demi Sims
Pour les articles homonymes, voir Demi et Sims.
Demi Sims, née le 6 septembre 1996, est une personnalité de la télévision anglaise. Elle est apparue à plusieurs reprises dans l'émission The Only Way Is Essex. Demi Sims est décrite par Emma Garland de Vice en décembre 2020 comme l'une des « très rares femmes ouvertement bisexuelles dans la télé-réalité grand public » et est également apparue dans les émissions britanniques Celeb Ex in the City (en), Celebs Go Dating (en), CelebAbility (en) et House of Sims. En 2025, elle devait participer au combat de boxe entre KSI et Dillon Danis (en), mais ce combat a été reporté.

## Biographie
Demi Sims naît le 6 septembre 1996. Elle se révèle bisexuelle à la fin de son adolescence et souffre de vitiligo. Demi, sa sœur Frankie, son frère Charlie, sa demi-sœur Chloe et son cousin Joey Essex ont tous participé à l'émission The Only Way Is Essex. Demi est apparue dans l'émission en 2014 et à partir de novembre 2018.
En 2019, elle est apparue dans la série Celebs Go Dating de cette année-là. Elle sort ensuite avec Megan Barton-Hanson (en) de cette série et fait une apparition en décembre 2020 dans son podcast You Come First. Ce mois-là, le couple est décrit par Emma Garland de Vice comme deux des « très rares femmes ouvertement bisexuelles dans la télé-réalité grand public » aux côtés de Chloe Ferry (en) et de l'équipe de The Bi Life (en).